# Папамобіль

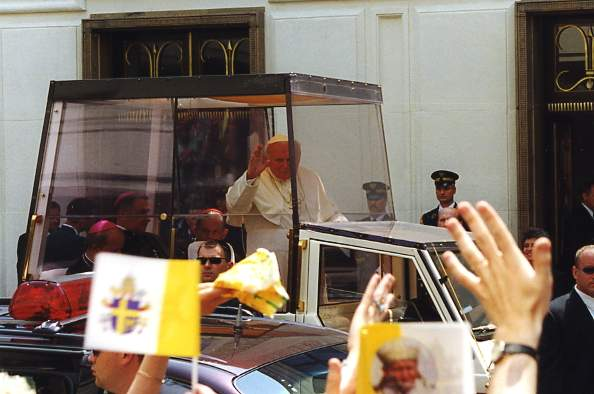
Іван-Павло II у папамобілі

Папамобі́ль — неофіційна назва спеціально розробленого автомобіля для публічних поїздок Папи Римського. Слово утворене конбінацією слів «папа» і «автомобіль».

## Історія
До ХХ століття римські папи використовували як засоби пересування карети, запряжені кіньми, і спеціальні крісла, які переносили на руках дванадцять службовців у червоній уніформі. І хоча автомобіль винайшли в 1886, однак лише у 1930 очільник папського престолу змінив традиції і «пересів» на самохідні транспортні засоби. Причиню цього були політичні розбіжності між Ватиканом та італійським урядом: Папи взагалі не покидали Ватикану, відповідно, автомобіль їм не був потрібен. І хоча на початку XX століття багато фірм (Fiat, Bianchi, Graham-Paige, Itala, Citroen) презентували свої машини Папі, в державі площею 44 гектари застосувати їх було просто ніде. Ситуація кардинально змінилася у 1929 році, коли офіційний Рим визнав суверенітет Ватикану. Тоді й з'явилася необхідність в автомобілях, в тому числі і для поїздок в літню резиденцію Кастель Гандольфо.

## Cadillac
У 1999 Cadillac для відвідин Мексики папою Іваном Павлом II розробив автомобіль на базі Cadillac DeVille.

## Citroën

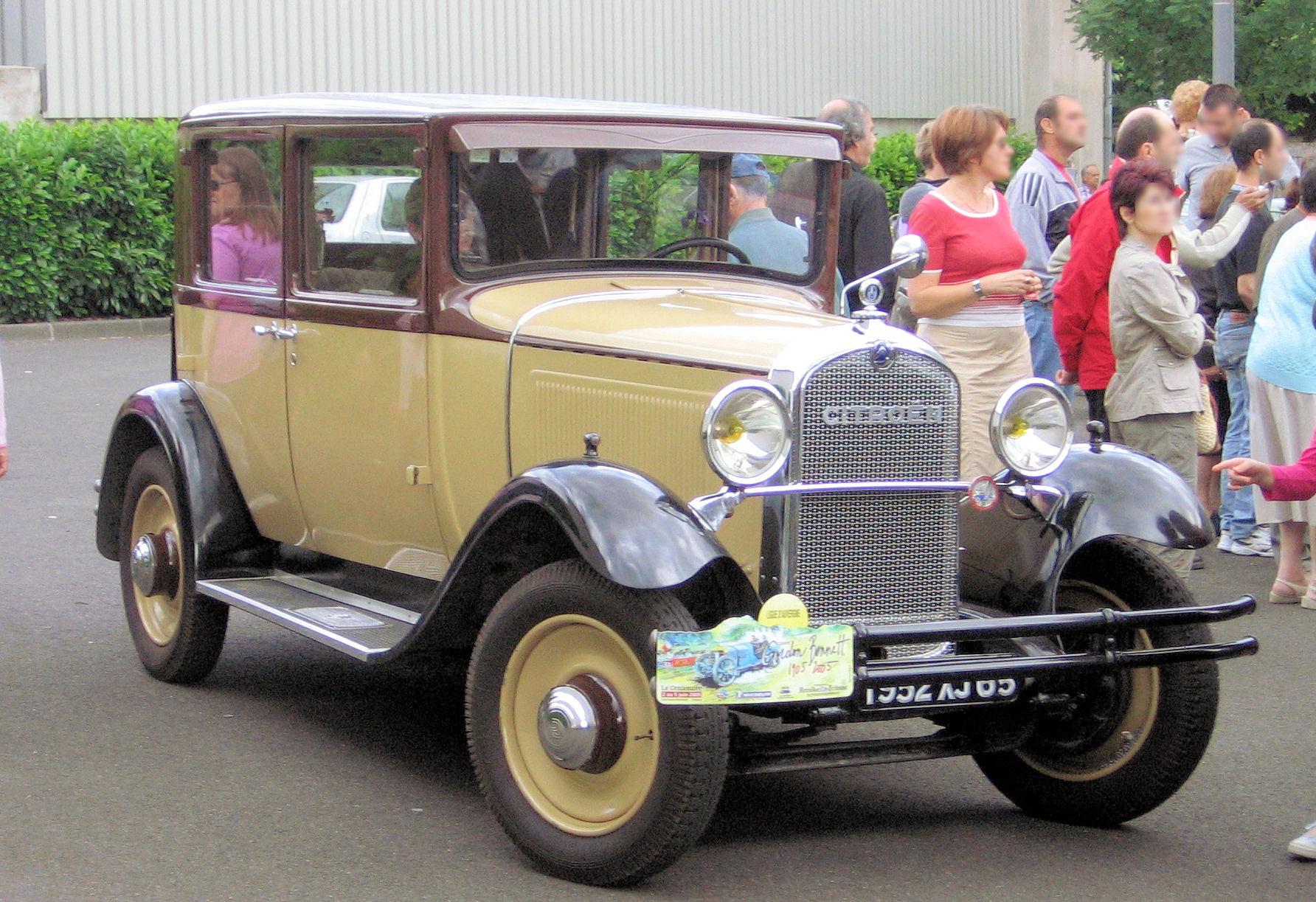
Citroën C 6

У 1930 року компанія Citroën подарувала Папі Римському Пію XI з нагоди дозволу залишати межі Ватикану Citroën C 6F Lictoria темно-бордового кольору. Автомобіль мав 2,4 літровий двигун V6 і розганявся до максимальної швидкості 105 км/год. Citroën C6F Lictoria отримав номер SCV 5. Папамобіль наїздив всього 155 км і був відправлений в музей «Museo delle Carrozze».

## Fiat
Бенедикт XVI перейняв від Івана Павла II повнопривідний Fiat Campagnola. Замінив Sedia gestatoria.

## Land Rover
Переобладнаний Range Rover у 1982 році використовувався Папою під час візиту до Англії.

## Mercedes-Benz

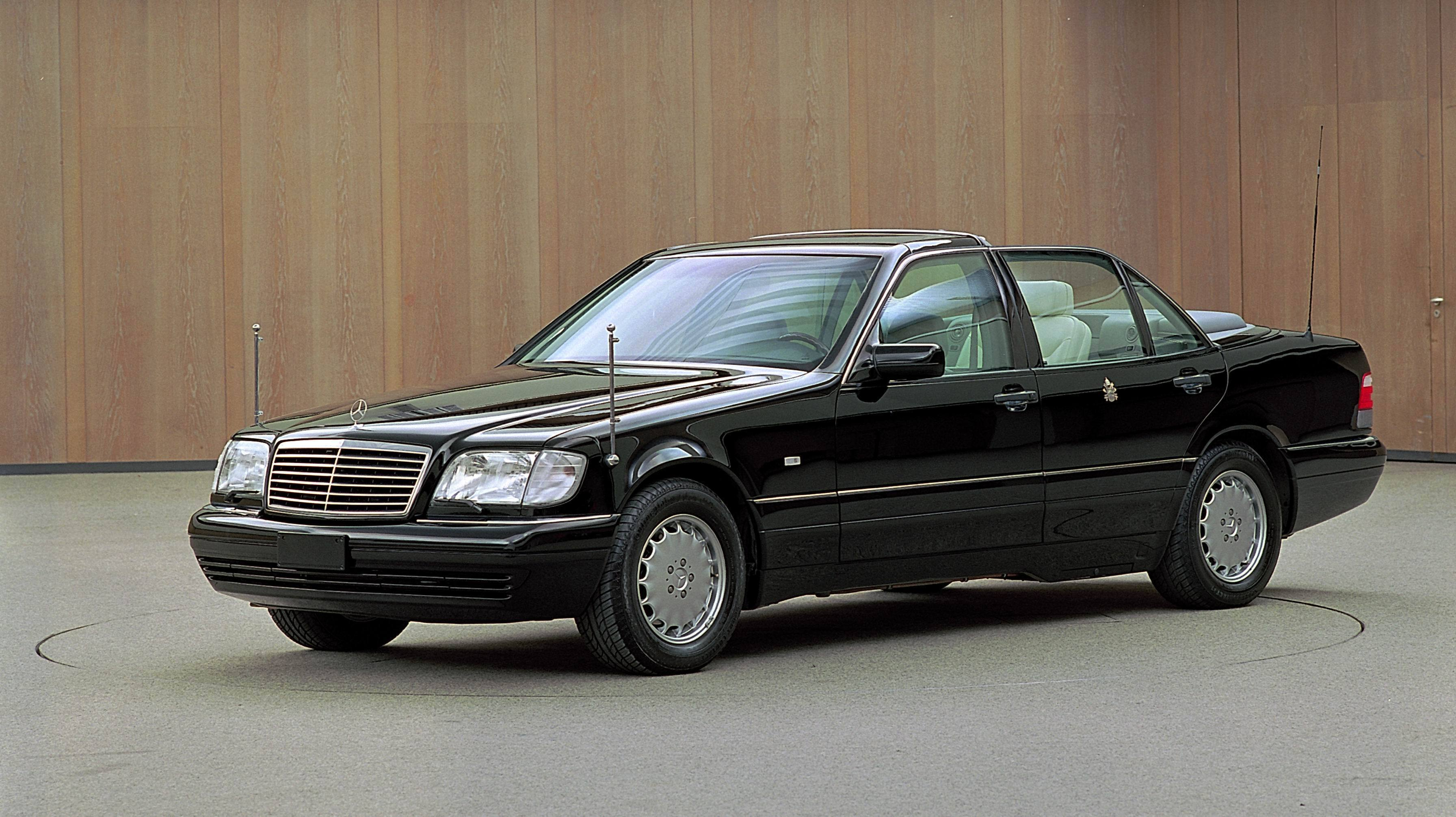
Mercedes-Benz S 500 lang Landaulet

У 1929 році, після визнання Італією суверенітету Ватикану, у Роберта Катценштейна, маркетолога Mercedes-Benz у німецькому Франкфурті-на-Майні, виникла ідея створення спеціального автомобіля для Папи Римського. З цією задумкою він звернувся до Дієго фон Бергена — посла Німеччини у Ватикані, який повідомив про неї своєму «начальству». Позитивна відповідь прийшла негайно, і вже влітку 1929 року почалася активна робота над реалізацією проекту, затвердженого босами Mercedes-Benz. Результатом співпраці шутгартської марки та офіційного Ватикану стали більше десятка папамобілей на базі звичайних серійних Mercedes-Benz.
- 1930 — Mercedes-Benz Typ Nürburg 460
- 1960 — Mercedes-Benz Typ 300 d Landaulet
- 1965 — Mercedes-Benz 600 Pullman Landaulet
- 1966 — Mercedes-Benz 300 SEL Landaulet
- 1967 — Mercedes-Benz 300 SEL lang
- 1980 — Mercedes-Benz 230 G mit Sonderaufbau
- 1985 — Mercedes-Benz 500 SEL
- 1997 — Mercedes-Benz S 500 lang Landaulet

## 2002— Mercedes-Benz ML 430
У 2002 році для публічних виїздів глави католицької церкви Папи Римського Івана Павла II був розроблений новий папамобіль на базі позашляховика Mercedes-Benz M-класу. Черговий «папамобіль» оснащений спеціальною скляною куленепробивною кабіною зі склом, що опускається. Сидячи в кабіні Папа може вітати людей які його зустрічають. У задній частині цієї кабіни є спеціальна відкидна та похила площина, по якій можна піднімати всередину і спускати крісло на коліщатках для глави католицької церкви. Всередині кабіни є спеціальний мікрофон і гучномовець, за допомогою якого Папа може спілкуватися з водієм чи виступати перед присутніми. Для цього «папамобіль», звичайний позашляховик M-класу зазнав досить сильних змін, які торкнулися в основному задньої частини кузова. При цьому незмінною залишилася кабіна водія і 4,3-літровий двигун. У той же час підвіска позашляховика була посилена і стала більш м'якою, для забезпечення максимального комфорту єдиного пасажира.

## 2007— Mercedes-Benz G 500
Папа Бенедикт XVI з кінця 2007 використовує перламутровий Mercedes-Benz G500 для прибуття на аудієнції, які він проводить щосереди. Замінив попередній Fiat Compagnola.

## Seat

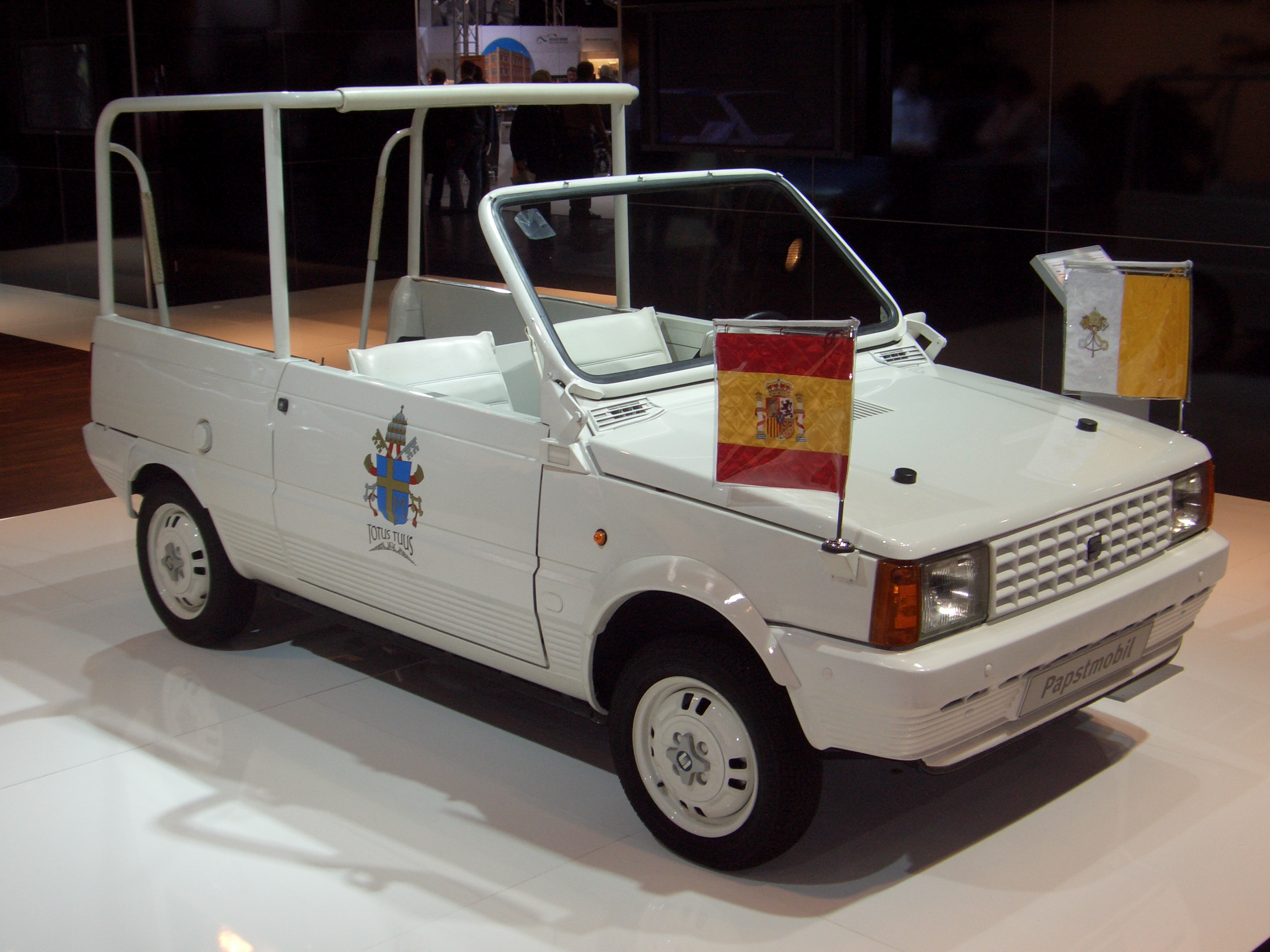
Seat Marbella (Panda)

Під час свого візиту до Іспанії у 1982 році Іван Павло II використовував автомобіль, основою якого був Seat Marbella (Panda). Автомобіль був унікальним і використовувався лише один раз.

## Star
Польський виробник автомобілів Star випустив у 1979 році для візиту Івана Павла II папамобіль.

## Lancia
Іван Павло II використовував також Lancia Thesis Jubileo.

## Інші
Близько 60 різних моделей різних виробників існує по світі, розроблених в різний час для папських візитів.

## Події
6 червня 2007 під час поїздки папи Бенедикта XVI у його відкритий білий Fiat спробував застрибнути 27-річний громадянин Німеччини. Папа не постраждав і ймовірно, навіть не помітив, як порушник порядку перестрибнув огорожу і спробував на ходу вчепитися за папамобіль. Щонайменше 8 співробітників служби безпеки знешкодили порушника і повалили його на землю. Чоловік був затриманий поліцією Ватикану і відправлений до лікарні для психіатричного обстеження.

## Галерея

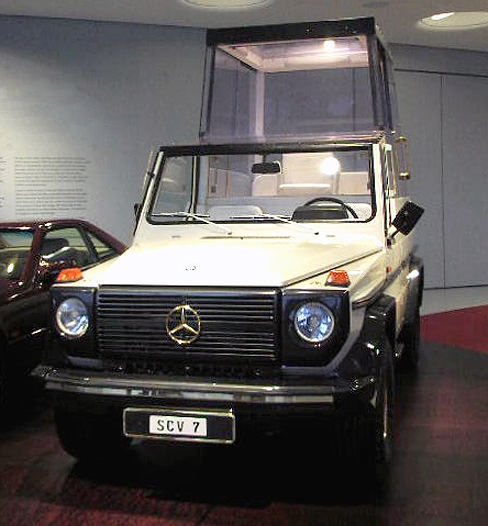
Папамобіль Mercedes-Benz 230 G (музей Мерседес Бенц, Штуттгарт)
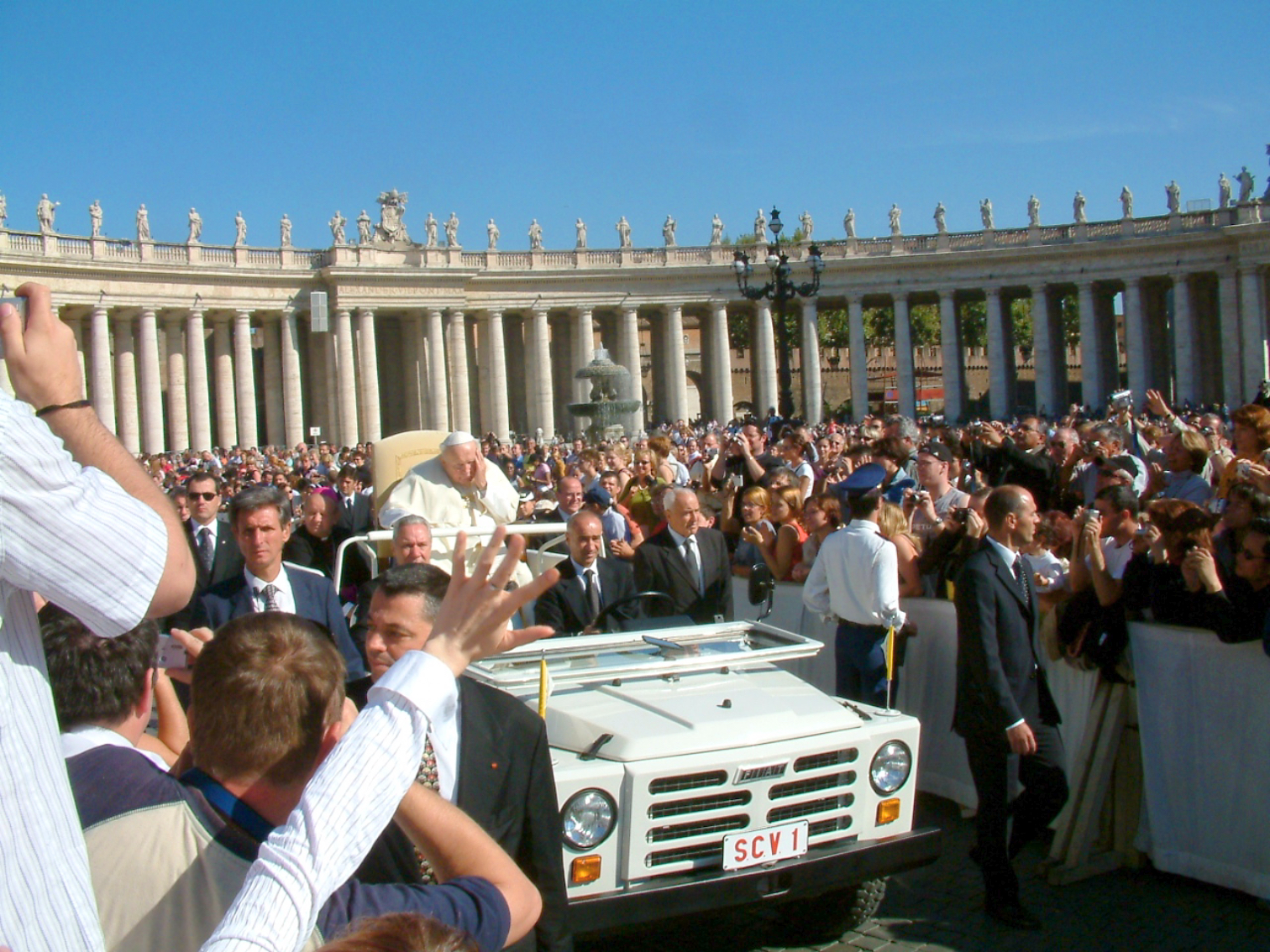
Іван Павло II у 2004 на Fiat Campagnola
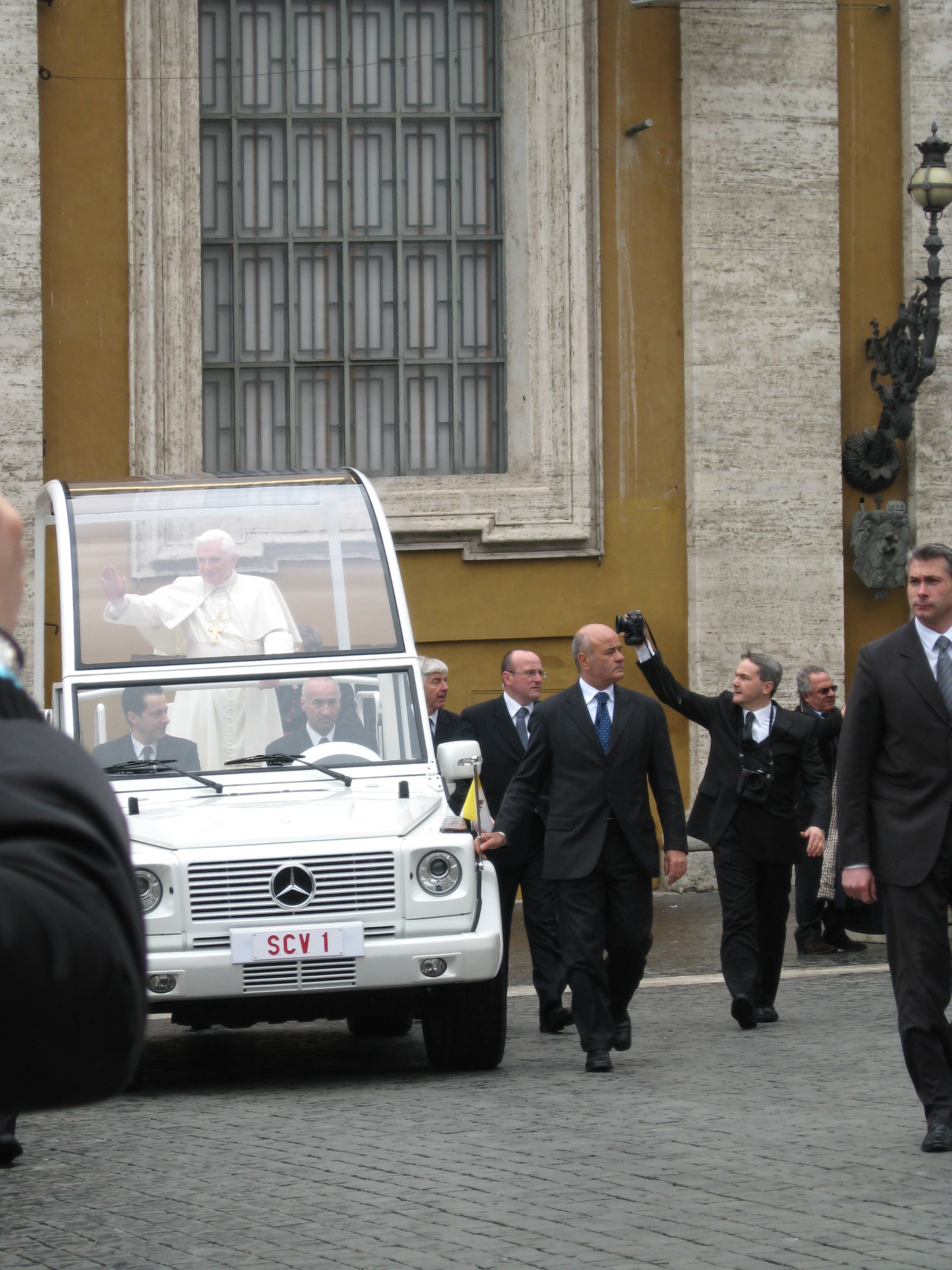
Бенедикт XVI у Папамобілі
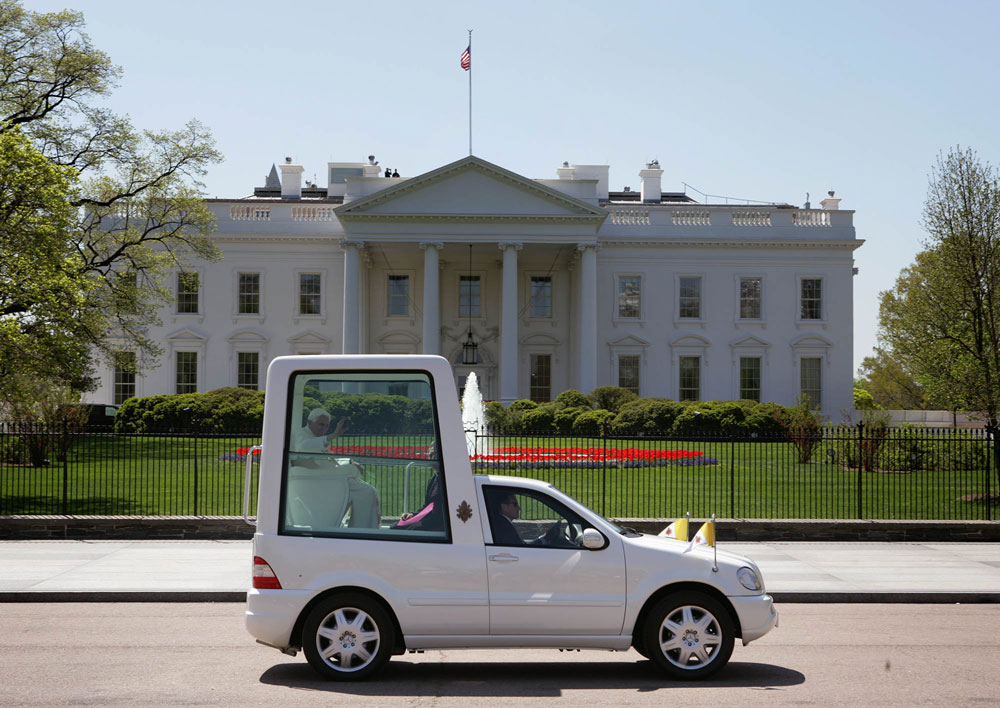
Бенедикт XVI у Папамобілі біля Білого дому